# Listă de comune din raionul Ungheni
Această listă conține comunele din raionul Ungheni, Republica Moldova, cu satele din componența lor. Celulele gri indică localitățile consemnate ca „sat (comună)” în Legea privind organizarea administrativ-teritorială a Republicii Moldova.
| Comuna           | Satul de reședință | Sate componente            |
| ---------------- | ------------------ | -------------------------- |
| Agronomovca      | Agronomovca        | Agronomovca                |
| Agronomovca      | Agronomovca        | Negurenii Noi              |
| Agronomovca      | Agronomovca        | Zăzulenii Noi              |
| Alexeevca        | Alexeevca          | Alexeevca                  |
| Alexeevca        | Alexeevca          | Lidovca                    |
| Alexeevca        | Alexeevca          | Săghieni                   |
| Boghenii Noi     | Boghenii Noi       | Boghenii Noi               |
| Boghenii Noi     | Boghenii Noi       | Boghenii Vechi             |
| Boghenii Noi     | Boghenii Noi       | Izvoreni                   |
| Boghenii Noi     | Boghenii Noi       | Mircești                   |
| Boghenii Noi     | Boghenii Noi       | Poiana                     |
| Buciumeni        | Buciumeni          | Buciumeni                  |
| Buciumeni        | Buciumeni          | Buciumeni (loc. st. c. f.) |
| Buciumeni        | Buciumeni          | Florești                   |
| —                | —                  | Bumbăta                    |
| —                | —                  | Bușila                     |
| —                | —                  | Cetireni                   |
| —                | —                  | Chirileni                  |
| Cioropcani       | Cioropcani         | Bulhac                     |
| Cioropcani       | Cioropcani         | Cioropcani                 |
| Cioropcani       | Cioropcani         | Stolniceni                 |
| Condrătești      | Condrătești        | Condrătești                |
| Condrătești      | Condrătești        | Curtoaia                   |
| —                | —                  | Cornești                   |
| —                | —                  | Cornova                    |
| —                | —                  | Costuleni                  |
| Florițoaia Veche | Florițoaia Veche   | Florițoaia Nouă            |
| Florițoaia Veche | Florițoaia Veche   | Florițoaia Veche           |
| Florițoaia Veche | Florițoaia Veche   | Grozasca                   |
| Hîrcești         | Hîrcești           | Drujba                     |
| Hîrcești         | Hîrcești           | Hîrcești                   |
| Hîrcești         | Hîrcești           | Leordoaia                  |
| Hîrcești         | Hîrcești           | Mînzătești                 |
| Hîrcești         | Hîrcești           | Veverița                   |
| Măcărești        | Măcărești          | Frăsinești                 |
| Măcărești        | Măcărești          | Măcărești                  |
| —                | —                  | Măgurele                   |
| Mănoilești       | Mănoilești         | Mănoilești                 |
| Mănoilești       | Mănoilești         | Novaia Nicolaevca          |
| Mănoilești       | Mănoilești         | Rezina                     |
| Mănoilești       | Mănoilești         | Vulpești                   |
| Morenii Noi      | Morenii Noi        | Morenii Noi                |
| Morenii Noi      | Morenii Noi        | Șicovăț                    |
| —                | —                  | Năpădeni                   |
| Negurenii Vechi  | Negurenii Vechi    | Coșeni                     |
| Negurenii Vechi  | Negurenii Vechi    | Negurenii Vechi            |
| Negurenii Vechi  | Negurenii Vechi    | Țîghira                    |
| Negurenii Vechi  | Negurenii Vechi    | Zăzulenii Vechi            |
| Petrești         | Petrești           | Medeleni                   |
| Petrești         | Petrești           | Petrești                   |
| Petrești         | Petrești           | Petrești (loc. st. c. f.)  |
| Pîrlița          | Pîrlița            | Hristoforovca              |
| Pîrlița          | Pîrlița            | Pîrlița                    |
| —                | —                  | Rădenii Vechi              |
| Sculeni          | Sculeni            | Blindești                  |
| Sculeni          | Sculeni            | Floreni                    |
| Sculeni          | Sculeni            | Gherman                    |
| Sculeni          | Sculeni            | Sculeni                    |
| Sinești          | Sinești            | Pojarna                    |
| Sinești          | Sinești            | Sinești                    |
| —                | —                  | Teșcureni                  |
| Todirești        | Todirești          | Grăseni                    |
| Todirești        | Todirești          | Todirești                  |
| —                | —                  | Unțești                    |
| Valea Mare       | Valea Mare         | Buzduganii de Jos          |
| Valea Mare       | Valea Mare         | Buzduganii de Sus          |
| Valea Mare       | Valea Mare         | Morenii Vechi              |
| Valea Mare       | Valea Mare         | Valea Mare                 |
| Zagarancea       | Zagarancea         | Elizavetovca               |
| Zagarancea       | Zagarancea         | Semeni                     |
| Zagarancea       | Zagarancea         | Zagarancea                 |